# Greet Grottendieck
Greet Grottendieck (* 22. Februar 1943 in Den Haag) ist eine niederländische Bildhauerin.

## Leben und Werk
Greet Grottendieck wurde 1943 in Den Haag als jüngstes von fünf Kindern geboren. Ihre Eltern waren Jo van Ruth und Jan H. Grottendieck, der ein Fahrrad-/Mopedgeschäft mit Transportabteilung in der Nunspeetlaan in Den Haag und später auch ein Fahrradgeschäft in Loosduinen betrieb. Sie besuchte die Grundschule in der Haviklaan in Den Haag und anschließend die R.K. Meisjes Mulo („Meer Uitgebreid Lager Onderwijs“) in der Braamstraat, die beide von Nonnen geführt wurden. Mit zwölf Jahren nahm sie am kreativen Unterricht teil, der von Studenten der Vrije Academie in Den Haag erteilt wurde. Im Alter von 15 Jahren verließ sie die Schule und arbeitete im väterlichen Betrieb. Sie gestaltete unter anderem die Schaufenster, malte die Hintergründe und fertigte bewegliche Puppen für die Auslage. 1965 heiratete sie und ließ sich mit ihrem Mann in der Veluwe in der Provinz Gelderland nieder, wo ihre zwei Söhne und ihre Tochter geboren wurden.
Neben der Kindererziehung begann Greet Grottendieck mit Ton zu modellieren und besuchte einen Modellierkurs bei Jet Schep im Kreativzentrum von Epe, arbeitete ansonsten aber autodidaktisch. Erst später belegte sie zwischen 1980 und 1982 an der Volksuniversiteit in Apeldoorn einen Kurs für kreatives Kunsthandwerk. Im Jahr 1984 erhielt sie mit De mulder ihren ersten öffentlichen Auftrag über eine Bronzefigur in Vaassen, weitere Aufträge folgten regelmäßig.

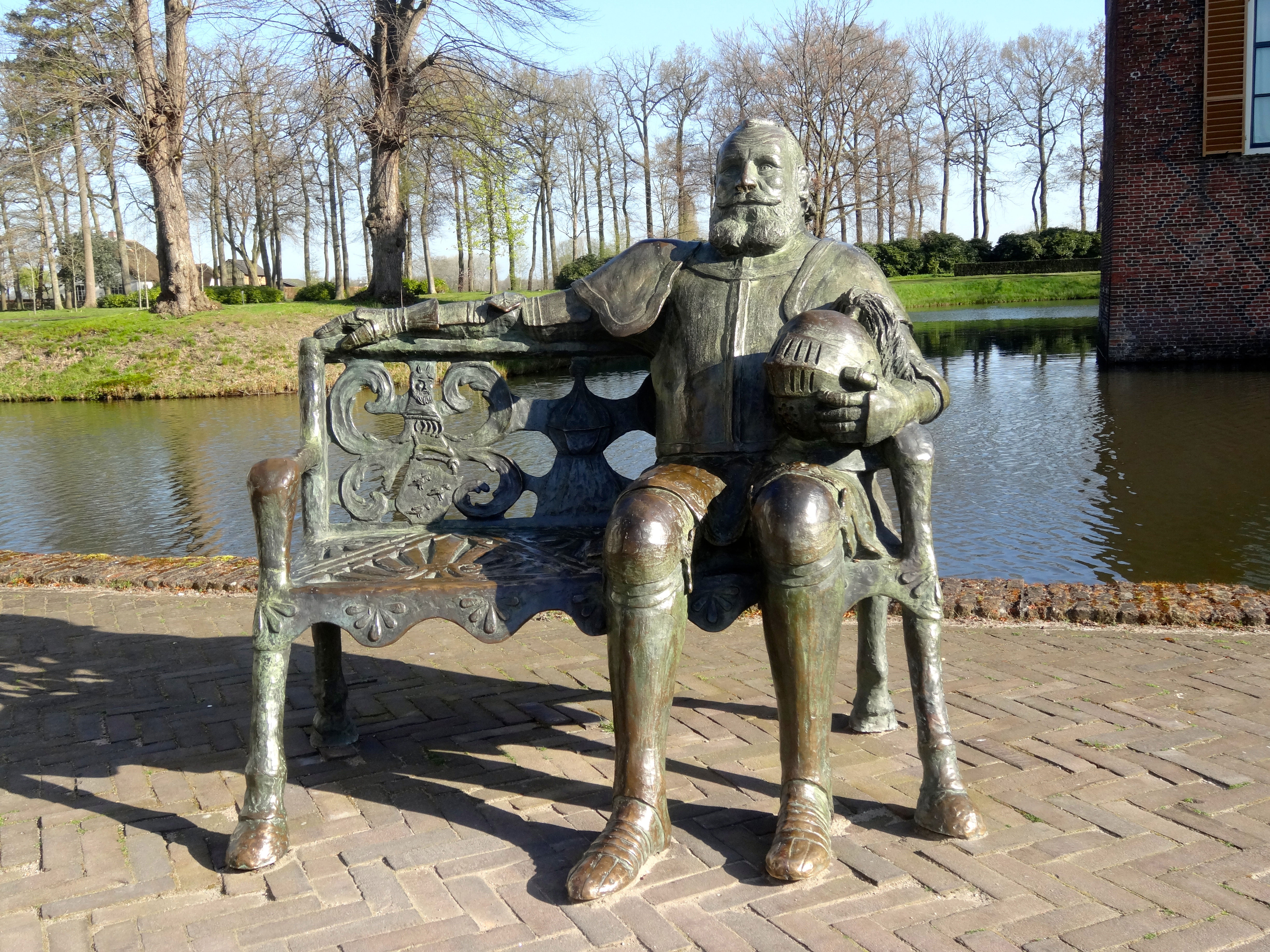
Maarten van Rossum

1989 wurde ihre Ehe geschieden und 1993 kaufte Greet Grottendieck gemeinsam mit ihrem neuen Partner Jan Kragt das Haus mit Atelier „'t Roepenes“ in Wenum-Wiesel und schuf auch einen Skulpturengarten. 2012 zog sie mit Jan Kragt nach Apeldoorn und danach nach Emst in ein Haus mit Atelier.
Greet Grottendiecks Skulpturen sind naturalistisch, ihr Stil figurativ. Ihre Figuren werden nach einem aus Ton geformten Modell in Bronze gegossen. Zu ihren Motiven gehören hauptsächlich lebensechte Bronzeskulpturen von Menschen und Tieren. Charakteristisch für ihre Arbeit ist die besondere Einbettung der Figuren in den öffentlichen Raum, die sie gleichsam mitten unter die Menschen stellt, wie bei Twee kinderen und De fietster. So steht auch Königin Wilhelmina nicht auf einem Podest, sondern mitten auf dem Kirchplatz, und bei den Skulpturen von Maarten van Rossumm und Jan Bronbeek bieten die Bänke, auf denen sie sitzen, Platz für rastende Menschen.

## Werke im öffentlichen Raum (Auswahl)
- Spelende kinderen, Brunholdplaats 5, Vaassen
- 1985: De mulder, Molenstraat/Jan Mulderstraat, Vaassen
- 1987: De fietster, Beekstraat/Emmastraat, Epe, gestohlen 2011 und 2012 ersetzt
- 1990: De geboorte van Athena, Kastanjelaan 17, Apeldoorn
- 1992: Vissend jongetje, Nunspeet[4]

Mens-erger-je-niet
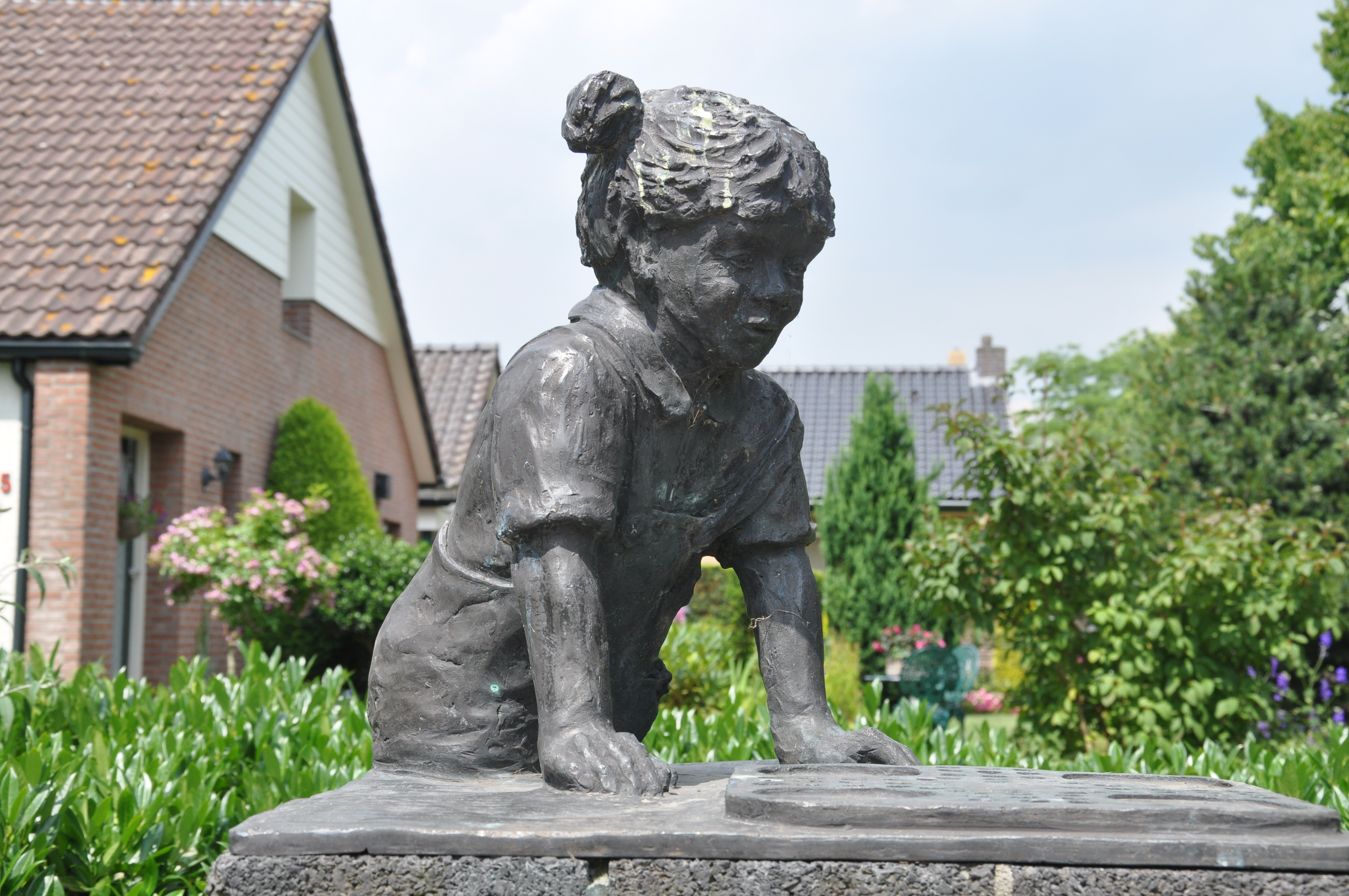
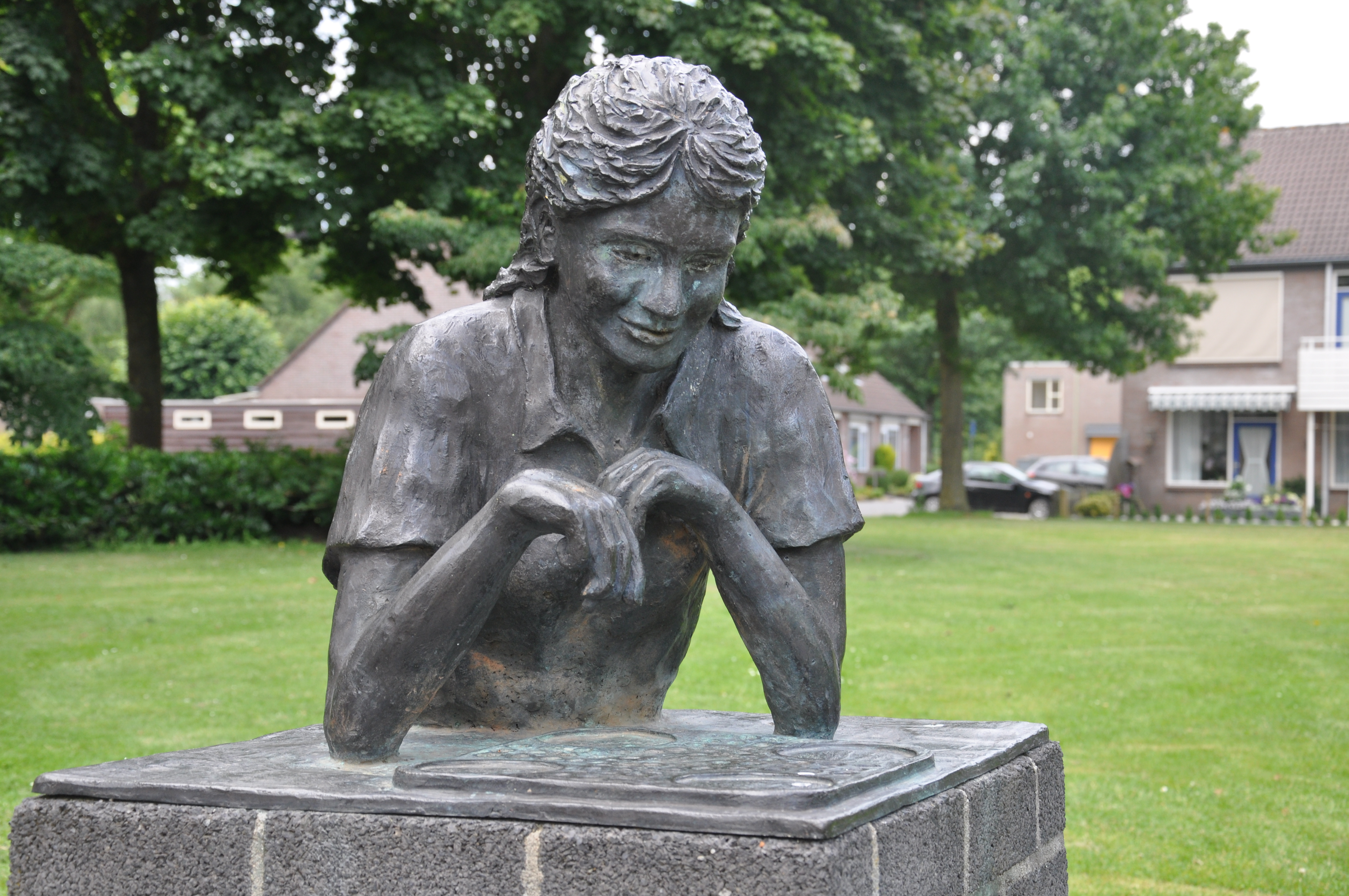

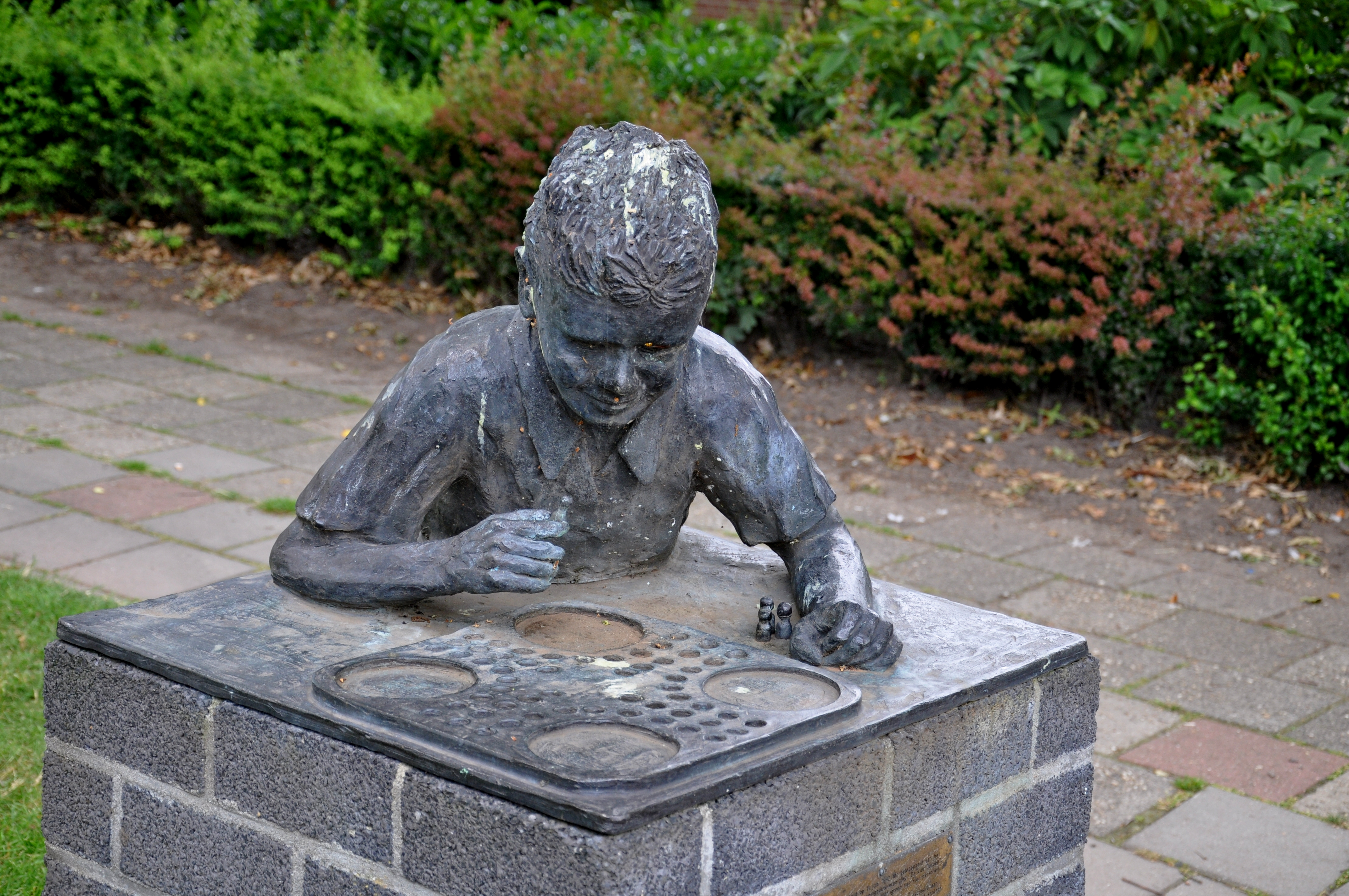
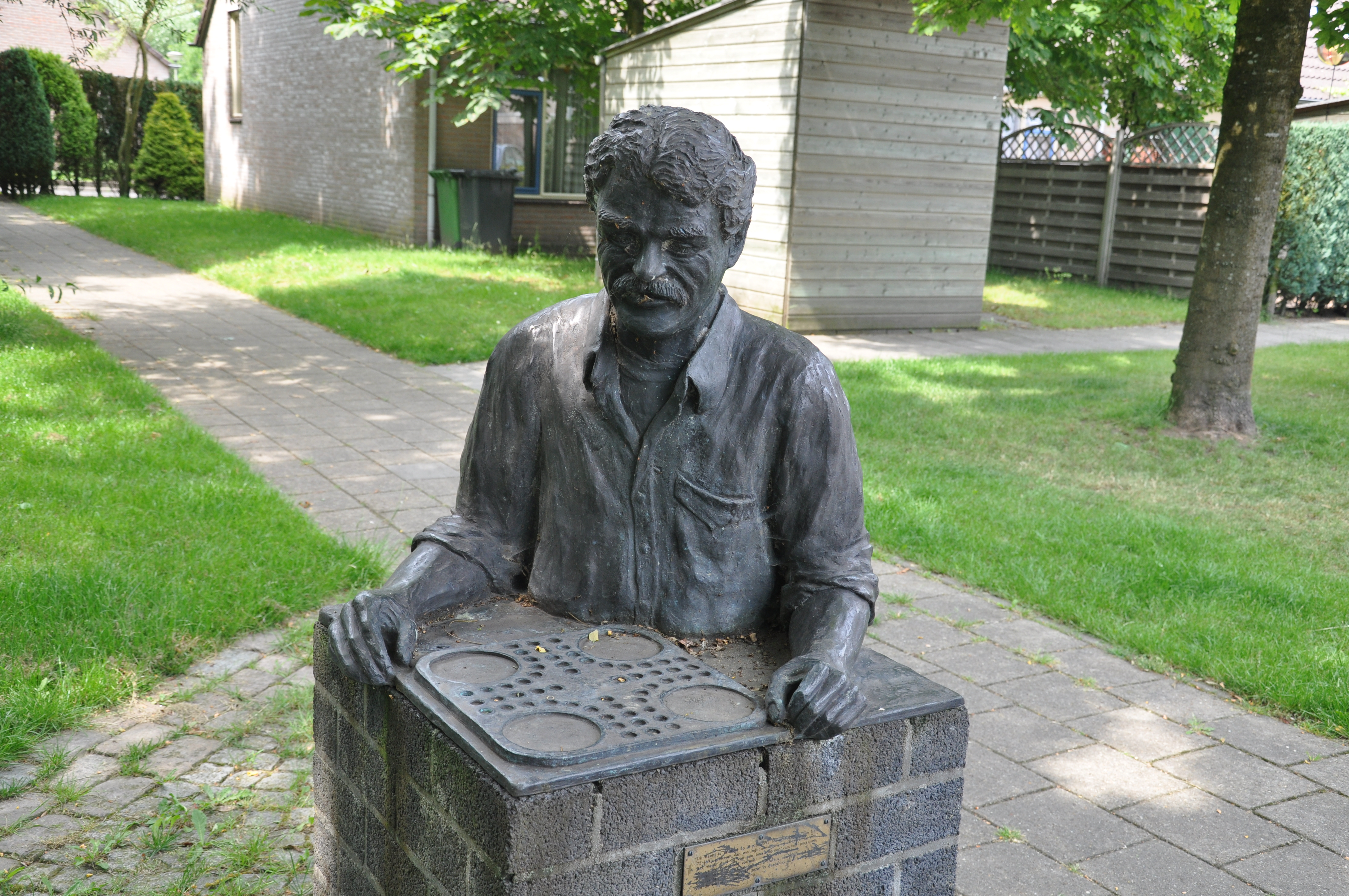

- 1992: Mens-erger-je-niet: Man, St. Crusiusweg, Epe; Vrouw, Grotenkampstede, Vaassen; Jongen, Ds. Van Rhijnstraat, Emst; Meisje, Het Duivenslag, Oene; Gemeinde Epe
- 1994: Haan met kippen, Wenum, Apeldoorn
- 1995: Twee kinderen, Dr. Kuyperlaan, Barneveld
- 1995: Meisje bij waterkraan, Bredaseweg, Tilburg
- 1997: Maarten van Rossum, Vaassen
- 1997: Trainer met pupillen, Oene, Gemeinde Epe
- 1997: Drie eiervrouwtjes, Kosterstraat, Vaassen
- 1998: Honderd jaar vorstinnen, Hoofdstraat/Pastoor Somstraat, Epe
- 1998: Königin Wilhelmina, Kerklaan/Loolaan, Apeldoorn
- 1998: De vechtertjes, Avervoordseweg, De Vecht, Voorst
- 1998: Brandweermannen, G.P. Duuringlaan/Ugchelseweg, Ugchelen, Apeldoorn
- 1999: Jan Boer, Bronzebüste, Kloosterweg, Rottum, Het Hogeland
- 1999: Wilhelmina, Weikamp/Kerkenmaat, Bunschoten
- 2001: Johan Willem Friso, Gedenktafel, Hafen, Moerdijk
- 2004: Kop in 't zand, Teil der Kunstroute „Huisje, boompje, beestje, een wandeling langs kunst op kniehoogte“, Verhagenlaan, Emmeloord[1]
- Twee Struisvogels, Haagweg 392, Breda[5]
- 2005: Baby in bloem, Katholischer Friedhof Vaassen
- 2006: Moluks monument, Kouwenaarspad/Seringenhof, Vaassen
- 2009: Marius Cornelis van Houten, Büste, Museum der Koninklijke Marechaussee im ehemaligen Königlichen Waisenhaus, Buren
- 2013: Jan Bronbeek, Park Bronbeek, Arnhem[6][7]

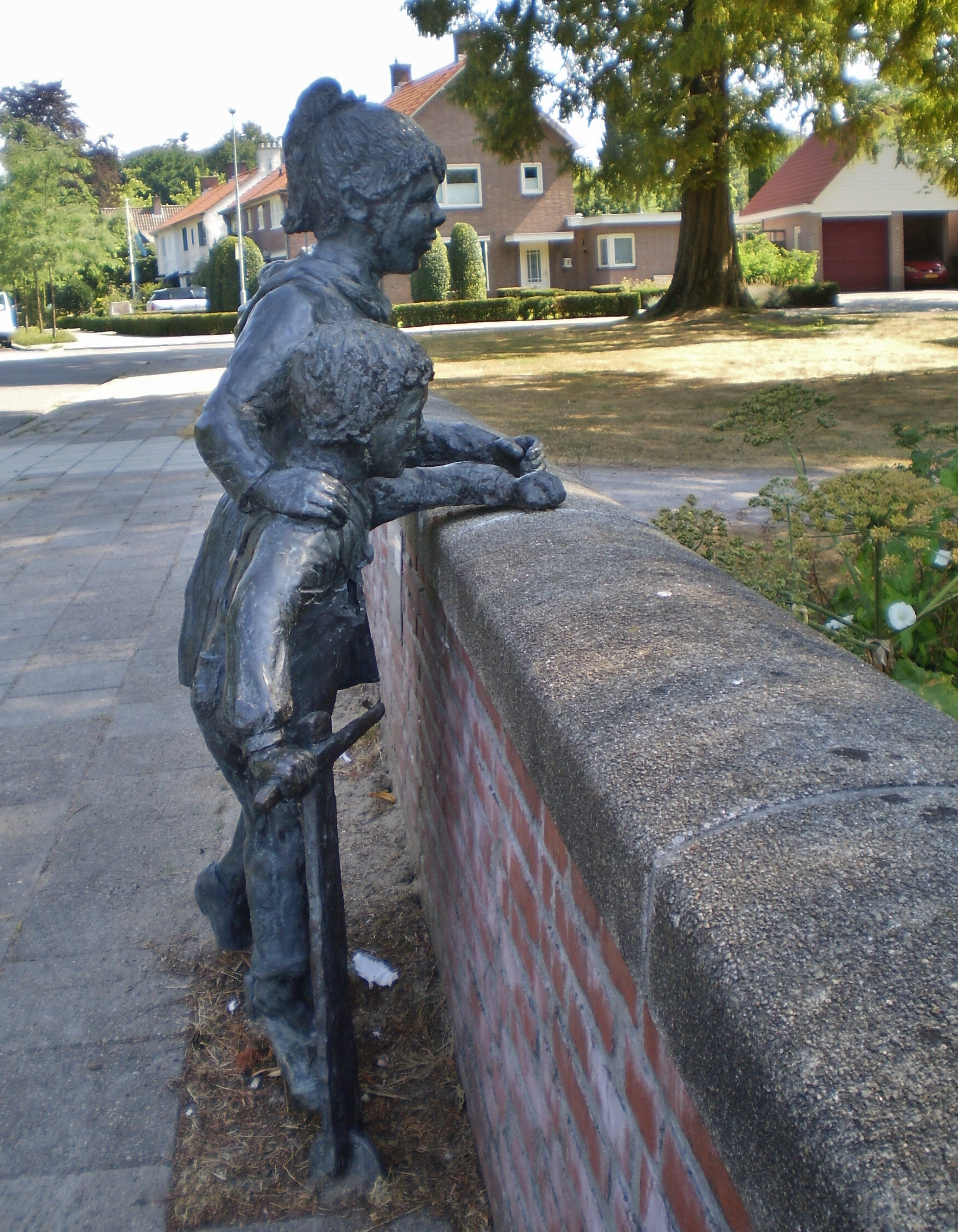
Twee kinderen
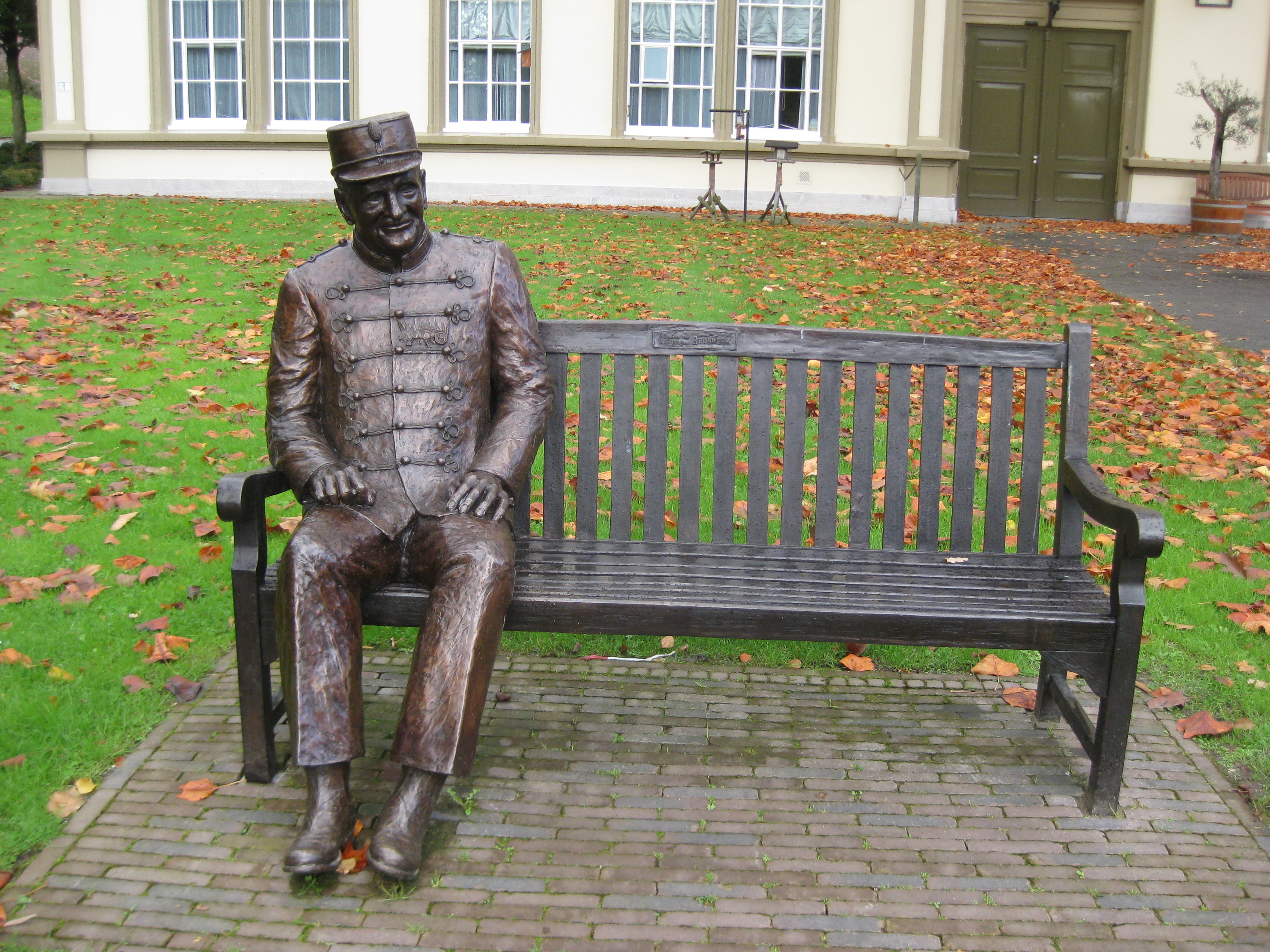
Jan Bronbeek
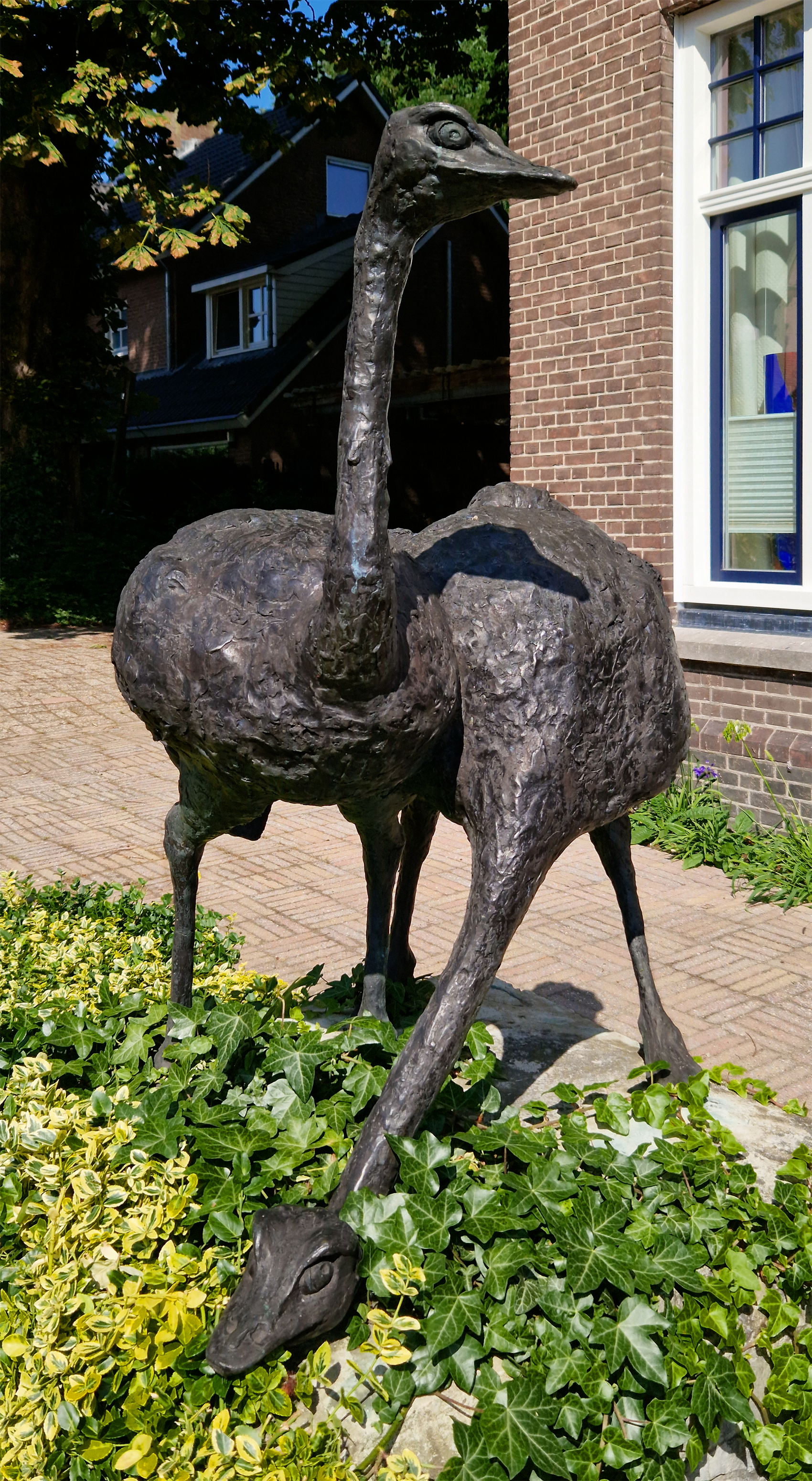
Kop in 't zand
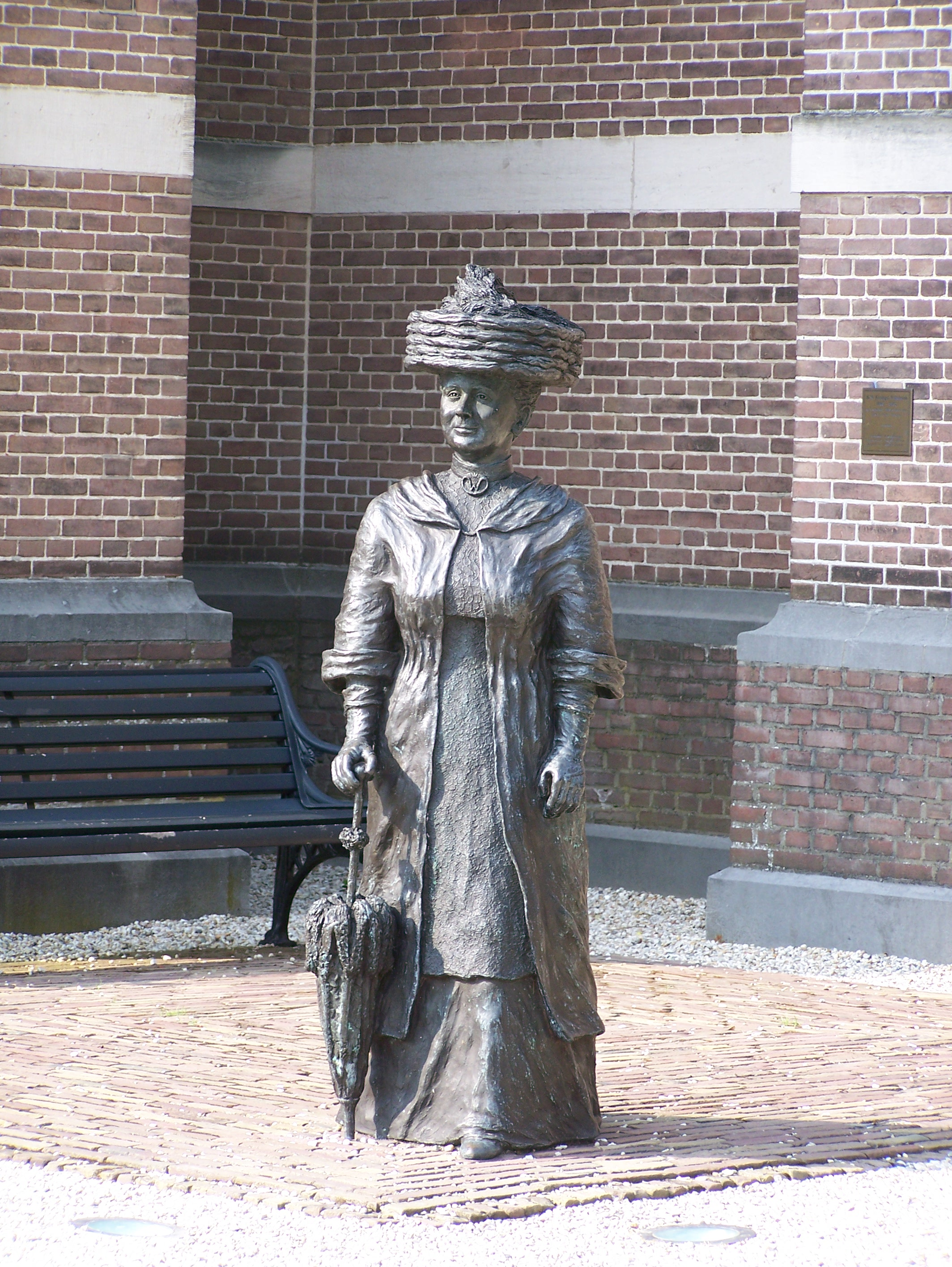
Königin Wilhelmina
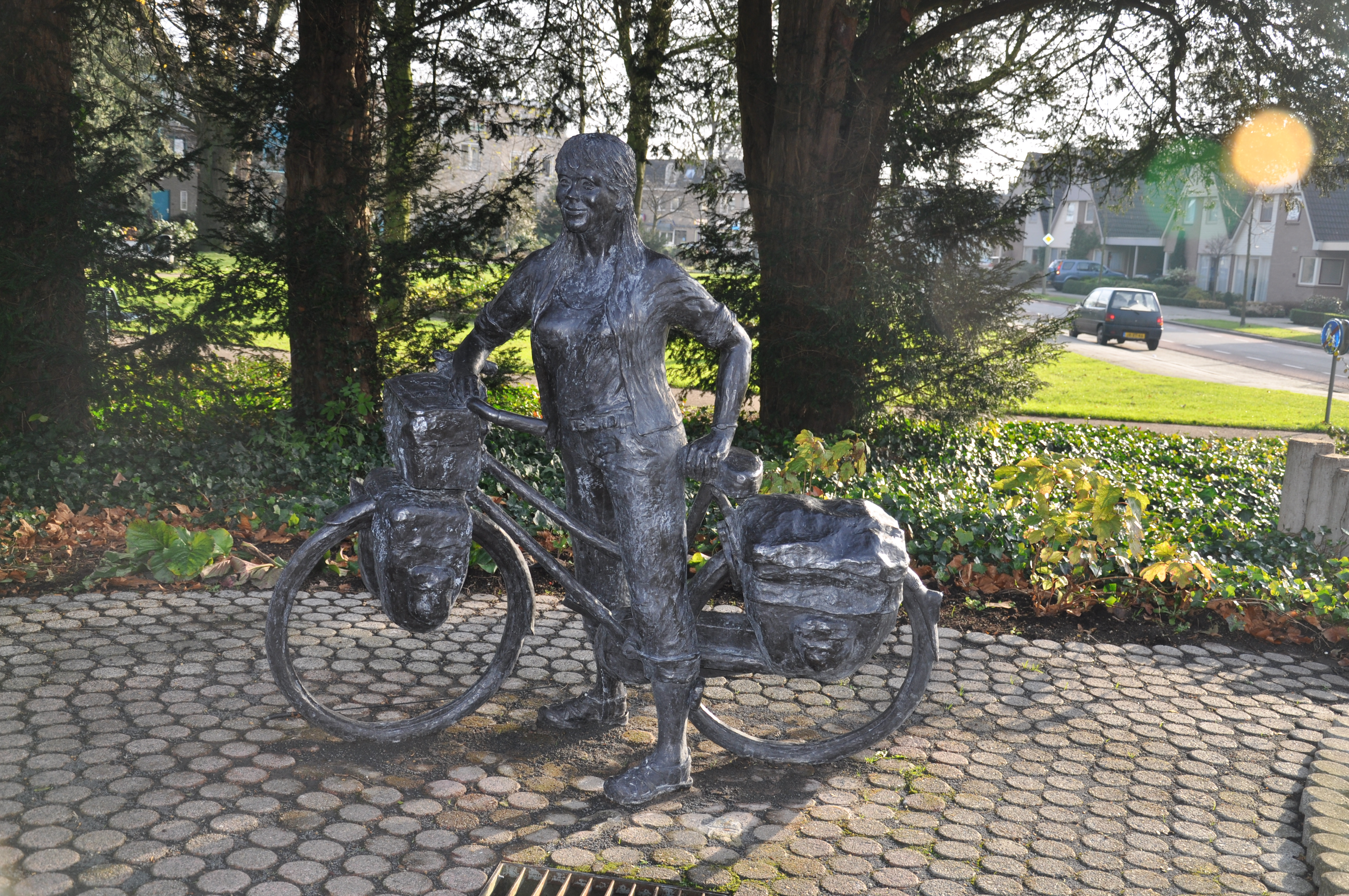
De fietster
Moluks monument
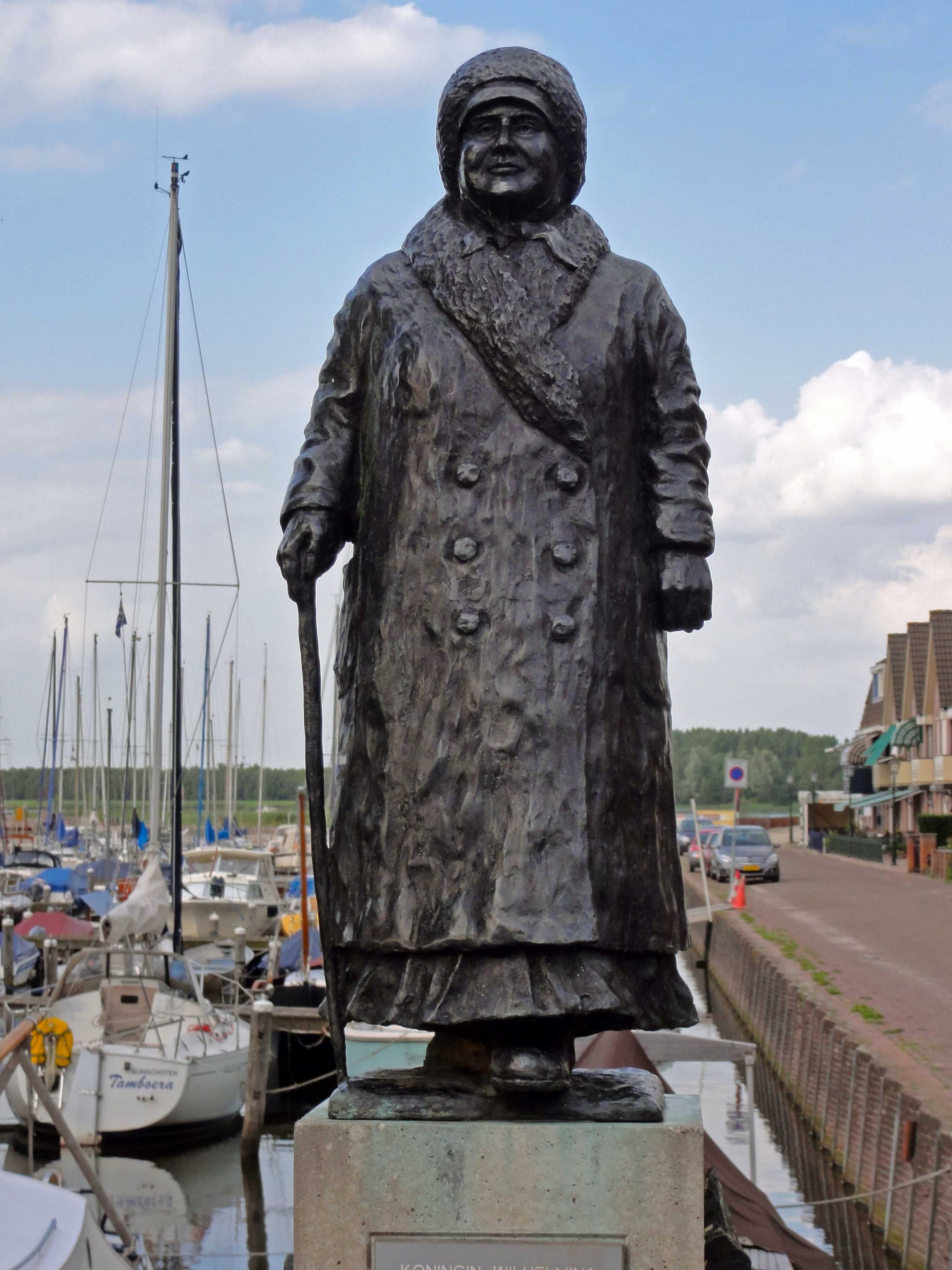
Wilhelmina